# Notomulciber javanicus
Notomulciber javanicus là một loài bọ cánh cứng trong họ Cerambycidae.